# Northern Illinois University

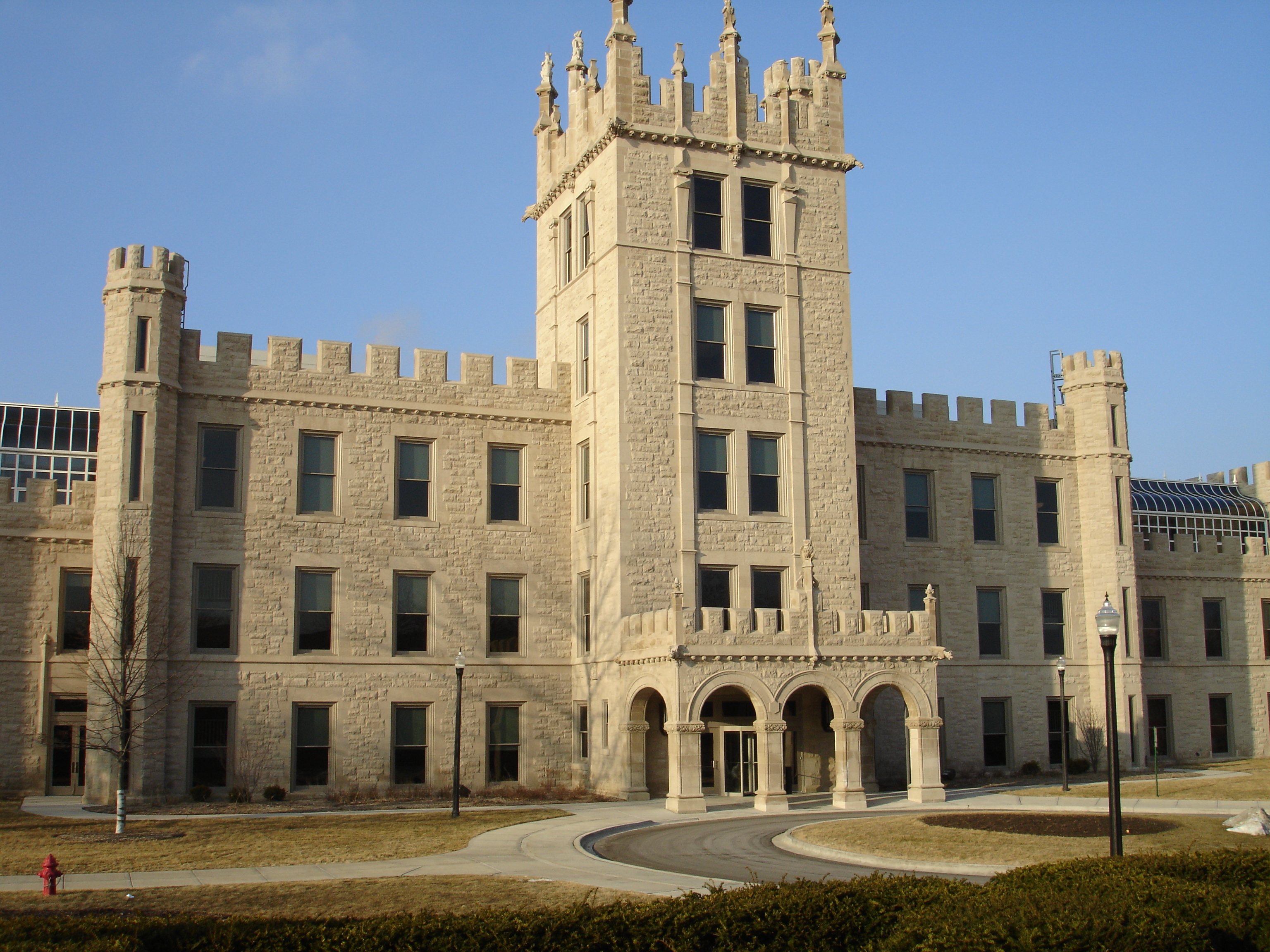
Altgeld Hall

Die Northern Illinois University (NIU) ist eine staatliche Universität in DeKalb im US-Bundesstaat Illinois. 1895 gegründet, sind derzeit etwa 25.000 Studenten eingeschrieben. Neben dem Hauptcampus in DeKalb gibt es Nebenstandorte in Hoffman Estates, Naperville, Rockford und Oregon (Illinois).
Die Sportteams der Northern Illinois University sind die Huskies. Die Hochschule ist Mitglied in der Mid-American Conference.
Bei einem Amoklauf in einem Hörsaal des Campus Cole’s Hall erschoss ein Amokläufer am 14. Februar 2008 um kurz nach 15 Uhr Ortszeit fünf Personen und dann sich selbst. Es gab 16 zum Teil schwer Verletzte.

## Bedeutende Absolventen
- Joan Allen (* 1956), Schauspielerin
- Dan Castellaneta (* 1957), Schauspieler
- Kenny Golladay (* 1993), Footballspieler
- Dennis Hastert (* 1942), republikanischer Politiker, ehemaliger Sprecher des Repräsentantenhauses
- Audley Shaw (* 1952), Finanzminister Jamaikas
- Jimmie Ward (* 1991), American-Football-Spieler
- Robert Zemeckis (* 1952), Regisseur unter anderem von Zurück in die Zukunft oder Forrest Gump